# Lubine
Lubine (1539: Loubingen) ist eine französische Gemeinde mit 245 Einwohnern (Stand 1. Januar 2022) im Département Vosges in der Region Grand Est (bis 2015 Lothringen). Sie gehört zum Arrondissement Saint-Dié-des-Vosges und zum Kanton Saint-Dié-des-Vosges-2.

## Geografie
Lubine ist die östlichste Gemeinde des Départements Vosges. Sie liegt am Oberlauf des Flusses Fave auf einer Höhe zwischen 448 und 851 m über dem Meeresspiegel. Das Gemeindegebiet umfasst 14,85 km². Lubine ist die westliche Talstation des 602 m hohen Col d’Urbeis, der in die angrenzende Region Elsass führt (Gemeinde Urbeis). Das Gemeindegebiet gehört zum Regionalen Naturpark Ballons des Vosges. 

## Bevölkerungsentwicklung
| Jahr      | 1962 | 1968 | 1975 | 1982 | 1990 | 1999 | 2007 | 2019 |
| Einwohner | 216  | 264  | 216  | 187  | 221  | 214  | 242  | 239  |

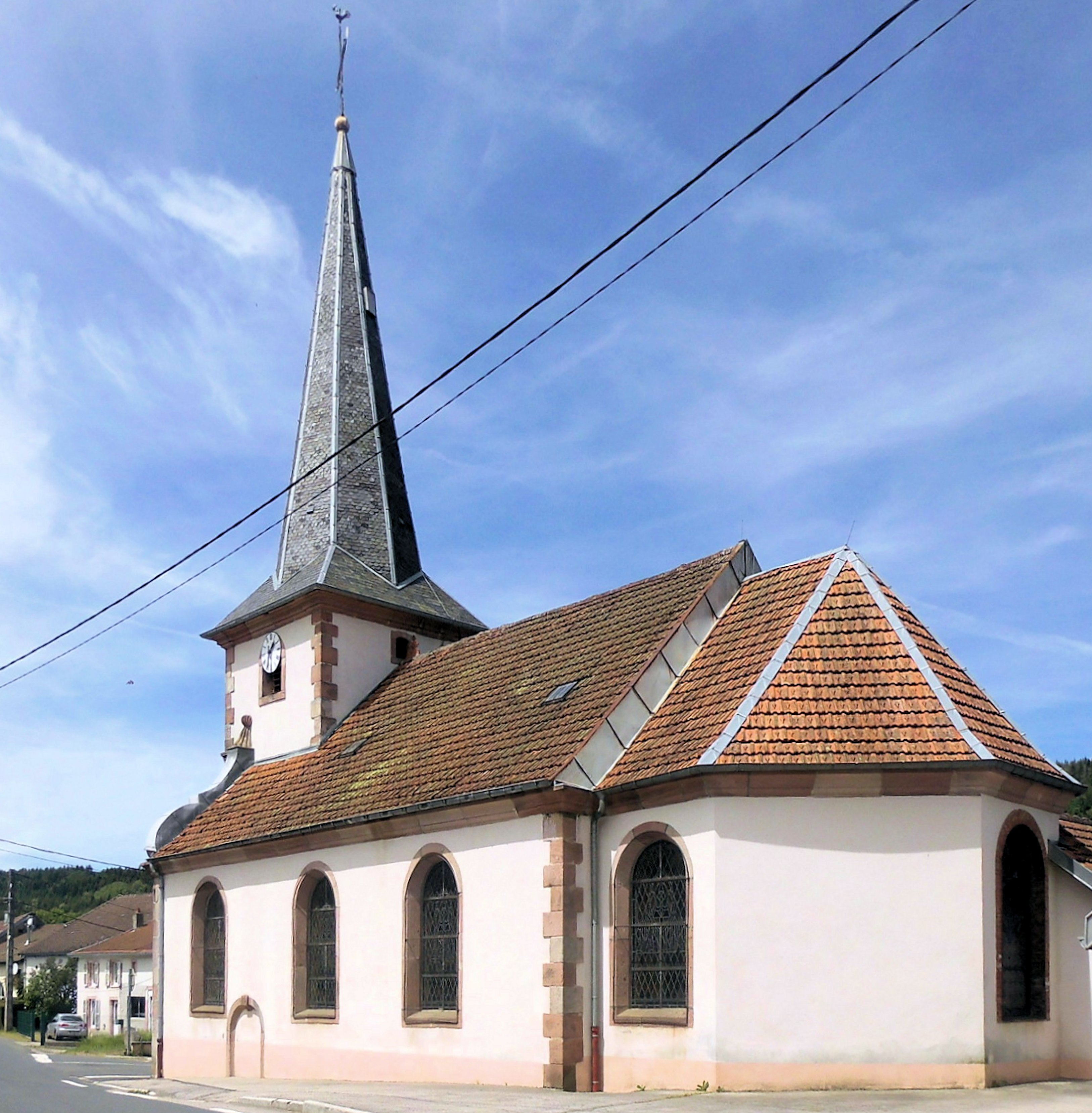
Pfingstkirche
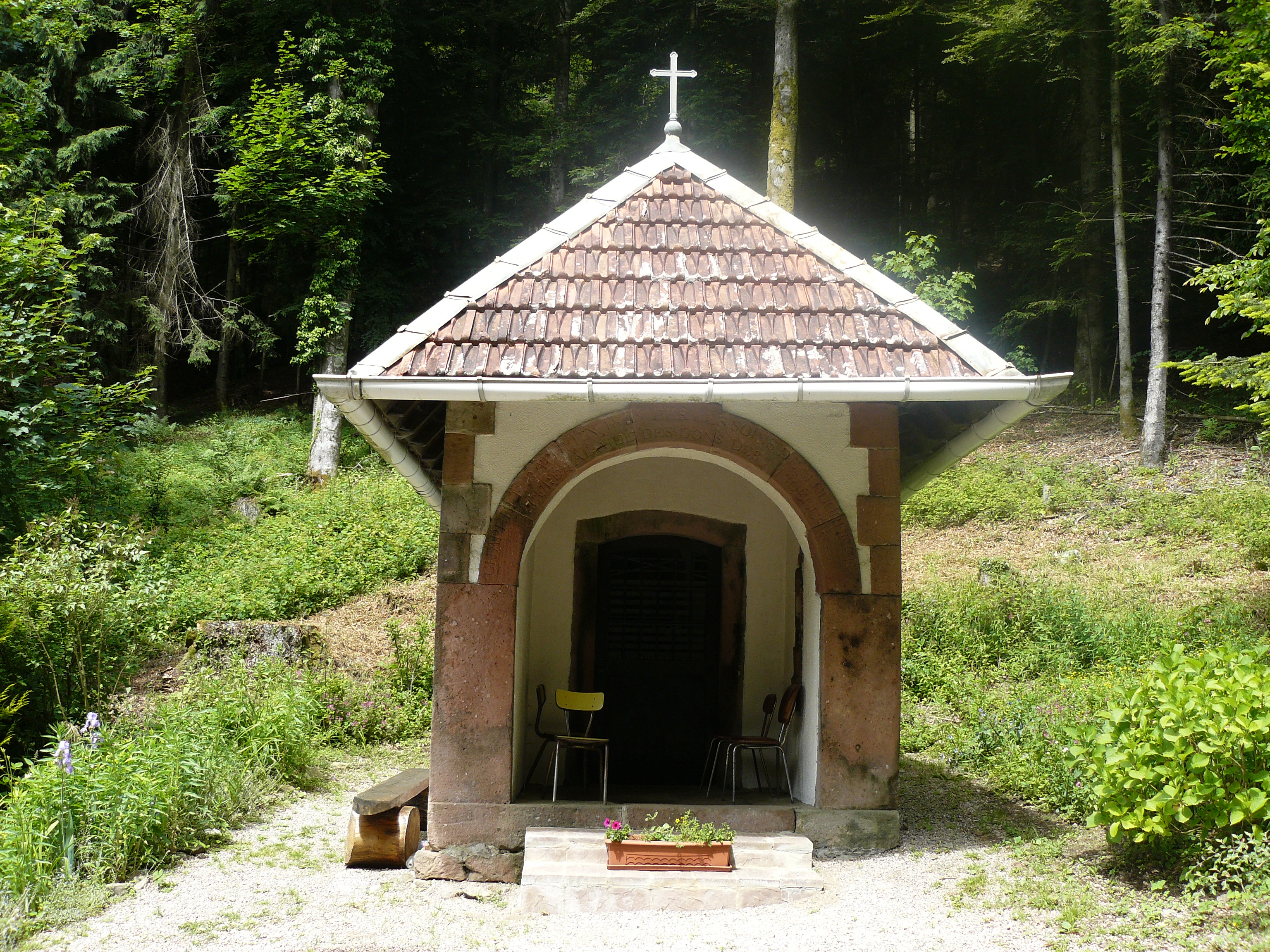
Chapelle de la Jambe-de-Fer aus dem 18. Jahrhundert
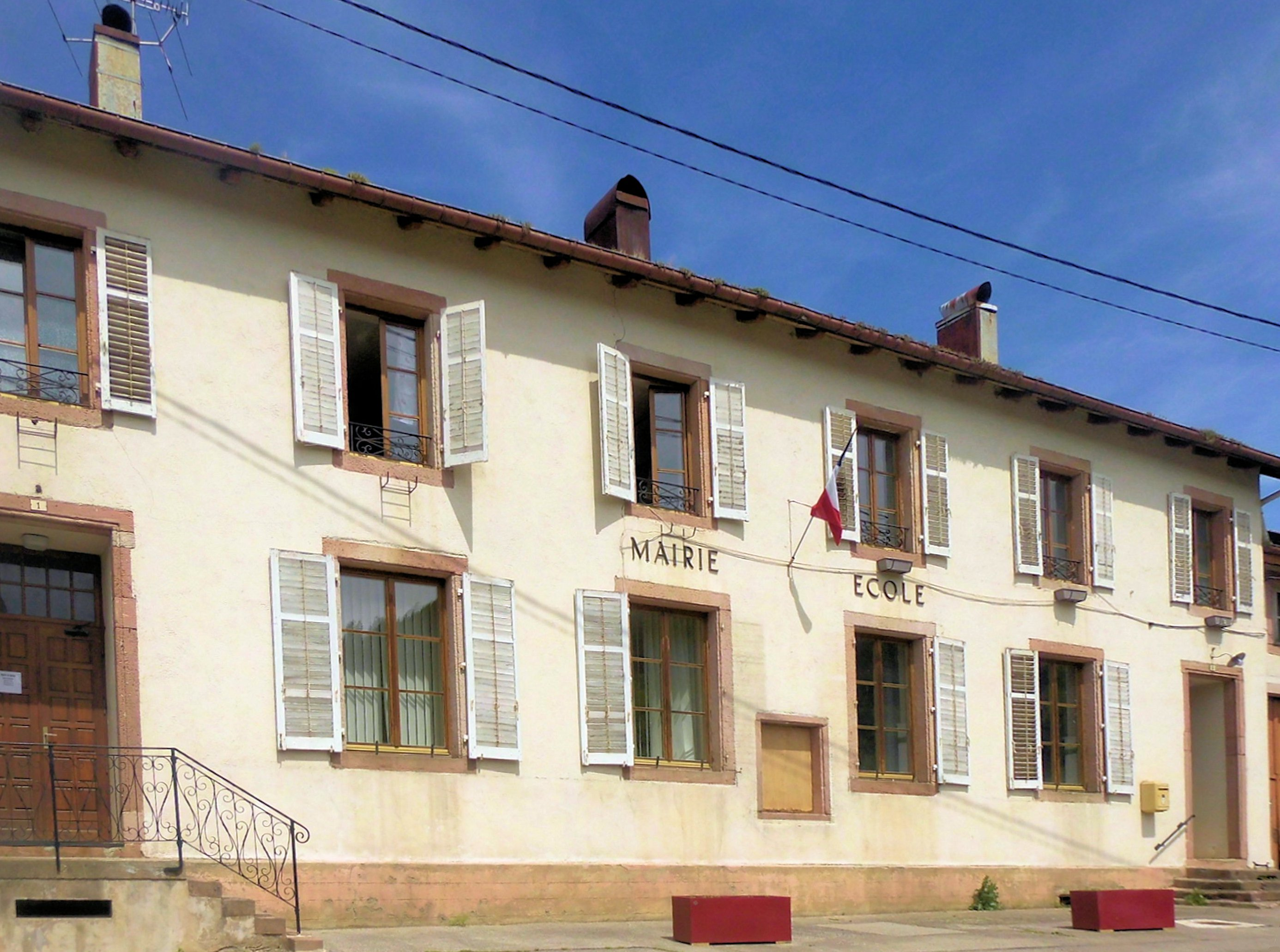
Rathaus- und Schulgebäude
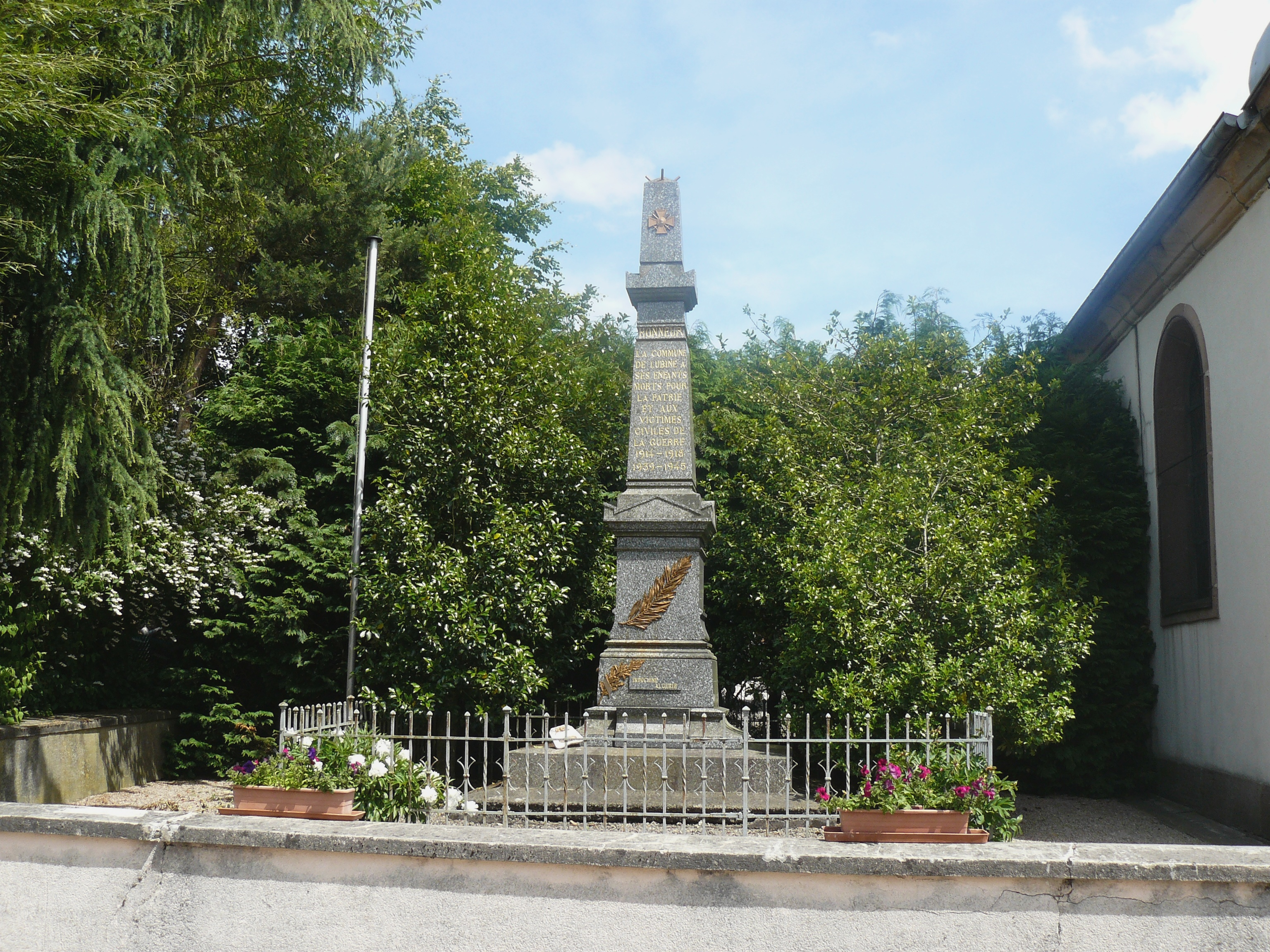
Mahnmal für die Gefallenen der Weltkriege

## Wirtschaft und Infrastruktur
Dem Durchgangsverkehr dienen die Départementsstraße D23  und die Eisenbahnlinie Straßburg–Saint-Dié-des-Vosges, die von der französischen Nahverkehrsgesellschaft TER Grand Est bedient wird (Bahnhof Colroy-Lubine in Colroy-la-Grande).